# Lex Hives
Lex Hives – piąty album zespołu The Hives. Został wydany 5 czerwca 2012 roku.

## Lista utworów
Źródło.
1. "Come on" – 1:08
2. "Go Right Ahead" – 3:05
3. "1000 Answers" – 2:07
4. "I Want More" – 3:01
5. "Wait A Minute" – 4:00
6. "Patrolling Days" – 4:00
7. "Take Back The Toys" – 2:54
8. "Without The Money" – 1:53
9. "These Spectacles Reveal The Nostalgics" – 1:56
10. "My Time Is Coming" – 2:01
11. "If I Had A Cent" – 2:01
12. "Midnight Shifter" – 3:36
13. "High School Shuffle" - 3:03
14. "Insane" - 2:46
15. "Go Right Ahead - Live Broadcast From RMV" - 3:40